# Manning (Iowa)
Pour les articles homonymes, voir Manning.
Manning est une ville du comté de Carroll, en Iowa, aux États-Unis. Elle est fondée en 1880 et 
incorporée le 17 février 1882.

## Source de la traduction
- (en) Cet article est partiellement ou en totalité issu de l’article de Wikipédia en anglais intitulé « Manning, Iowa » (voir la liste des auteurs).